# Богородицкая, Жанна Владимировна
Жанна Владимировна Богородицкая (род. 24 апреля 1969, Якутск) — советская артистка балета, педагог, заслуженная артистка России, Лауреат (II премия и серебряная медаль) Всероссийского конкурса артистов балета «Арабеск» (Пермь, 1994), прима-балерина и педагог-репетитор театра «Кремлёвский балет».

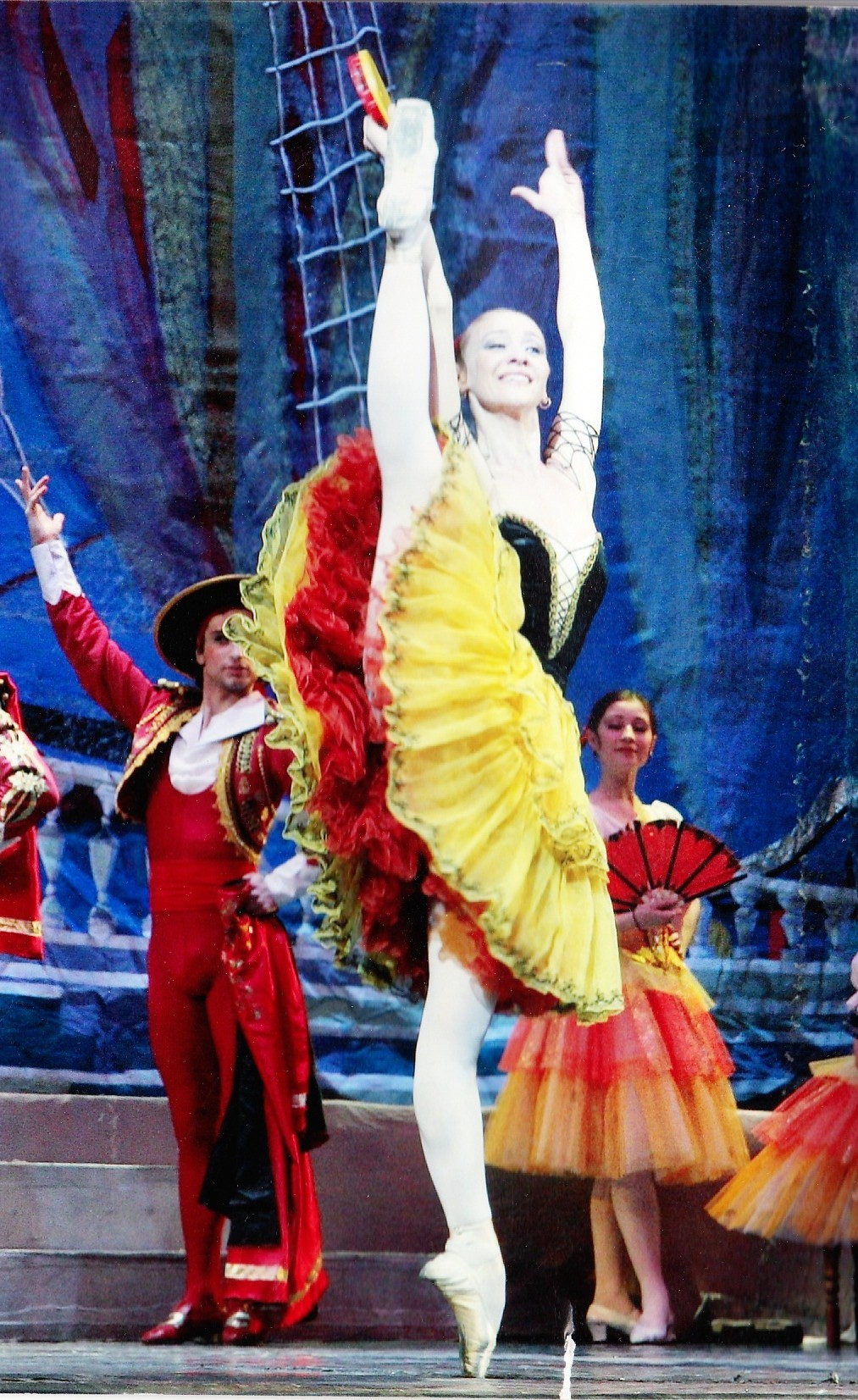
«Дон Кихот», Китри — Ж. Богородицкая

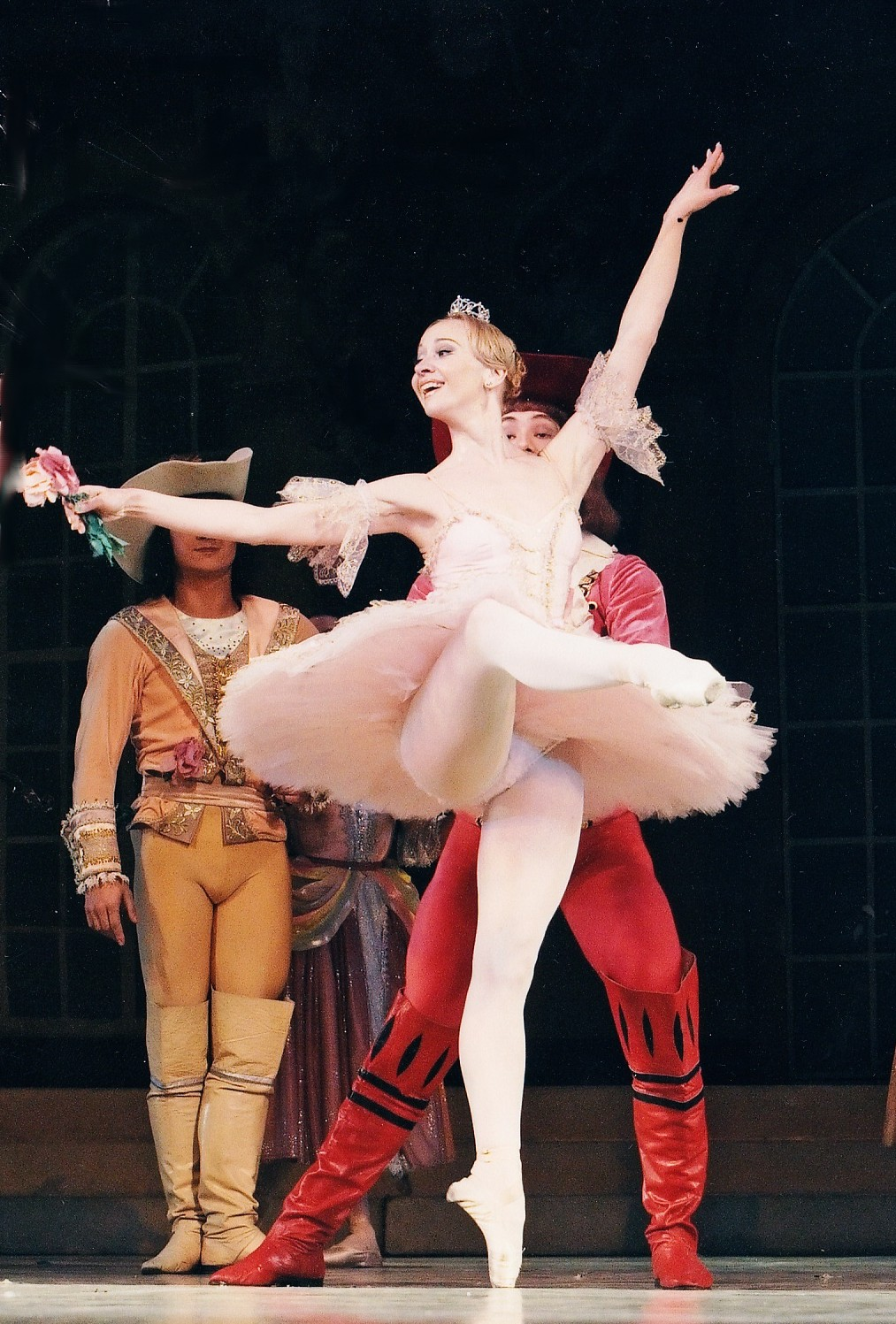
«Спящая Красавица», Аврора — Ж. Богородицкая

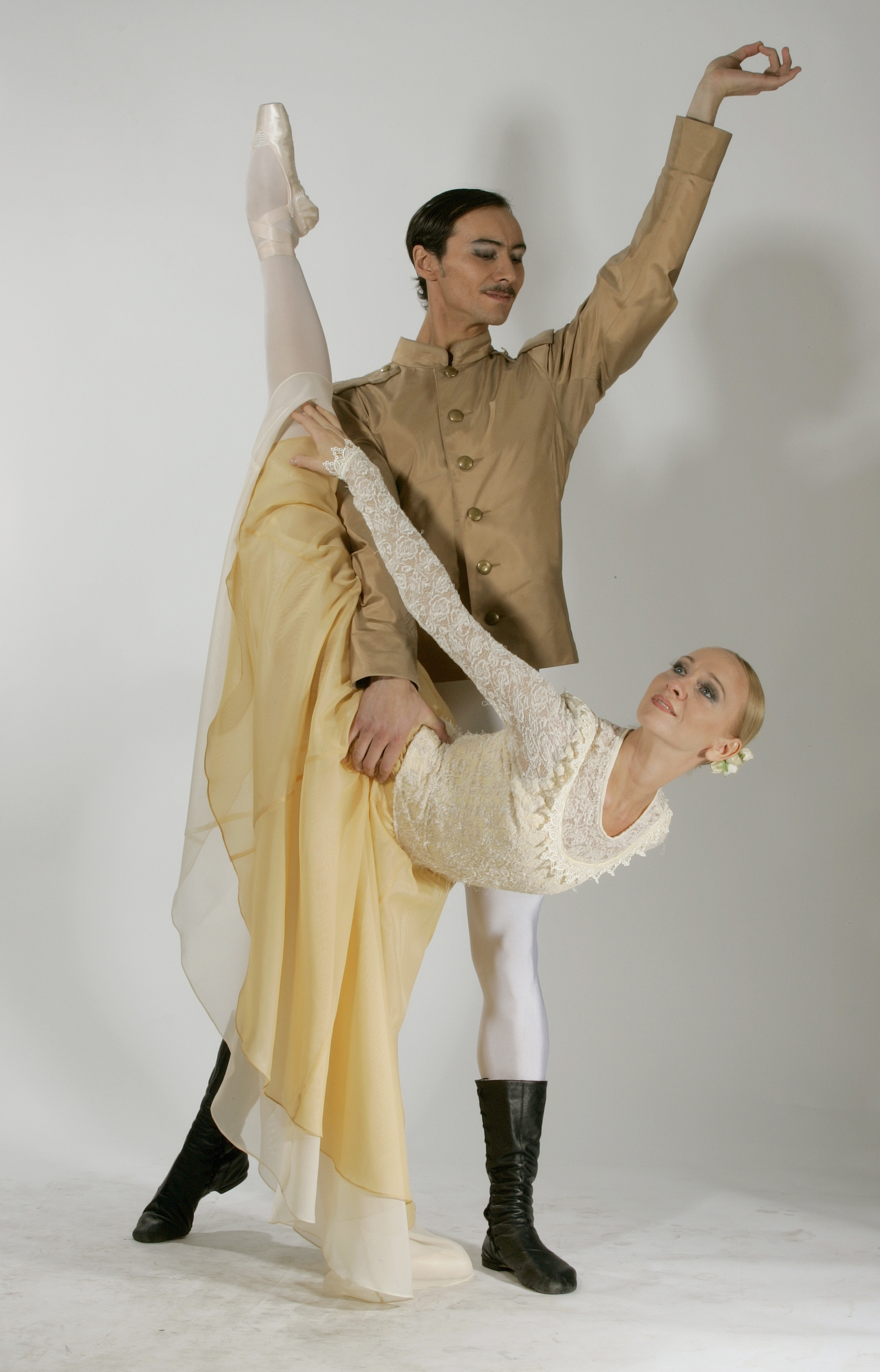
«Катя и Принц Сиама», Екатерина Десницкая — Ж. Богородицкая, Принц — А. Шайдуллин

## Биография
Жанна Владимировна Богородицкая родилась 24 апреля 1969 года в г. Якутске.
В 1987 году окончила Московское государственное хореографическое училище (класс Е. Л. Рябинкиной). Во время учёбы Жанна также проходила стажировку в мастер-классе С. Н. Головкиной, которая в воспоминаниях о своих ученицах говорит о Богородицкой, как о своей воспитаннице.
По окончании училища с 1987 г. по 1990 г. работала балериной в Московском академическом музыкальном театре имени К. С. Станиславского и Вл. И. Немировича-Данченко. В этот период танцевала в спектаклях классического репертуара театра — «Дон Кихот», «Лебединое озеро», «Жизель», «Снегурочка», «Эсмеральда», «Сильфида». Принимала участие в постановках спектаклей «Ромео и Джульетта» Владимира Васильева, «Лебединая песня» Дмитрия Брянцева.
С 1990 года начала работать солисткой в театре Кремлёвский балет под руководством педагога-репетитора Екатерины Максимовой. Вместе с этой выдающейся балериной Жанна осваивала все сложные партии из репертуара Кремлёвского балета. Екатерина Максимова так характеризовала свою ученицу: «… Жанна Богородицкая другая. Сильная, эмоциональная, технически крепкая. Тоже танцует весь репертуар — и классический, и современный…»
О Богородицкой, несомненно, можно говорить как о выразительной и высокотехничной балерине, наследующей лучшие традиции школы русского классического танца, соединяющей в себе выразительную драматичность артистки с точностью классического балета. В разное время на сцене театра Жанна Богородицкая создала многие образы. Можно назвать, например, такие значительные роли, как Людмила(«Руслан и Людмила»), Мари («Щелкунчик»), Китри, Мерседес («Дон Кихот»), Жозефина («Наполеон Бонапарт»), Афродита («Зевс»), Одетта-Одиллия («Лебединое озеро»), Марии («Привал кавалерии»), Сванильда («Коппелия»), Екатерина Десницкая («Катя и принц Сиама»), Золушка («Золушка»), Жизель («Жизель»), Аврора, Фея Сирени («Спящая красавица»), Эсмеральда («Эсмеральда»).
В книге «Русский балет. Энциклопедия» отмечается, что «внешние данные романтичной танцовщицы сочетаются у Жанны Богородицкой с внутренним темпераментом, что позволяет ей исполнять самые разнообразные партии». Балерине в течение своей творческой жизни удалось исполнить в одних и тех же спектаклях самые разнохарактерные, противоположные по внутреннему содержанию роли: Фея-Нищенка, Лето, Зима («Золушка»), Людмила и Наина («Руслан и Людмила»), Мари и Персидская кукла («Щелкунчик»), Китри и Мерседес («Дон Кихот»), не говоря уже о классической паре Одетта-Одиллия («Лебединое озеро»). В репертуаре Богородицкой также партия Никии в балете «Баядерка».
Неудивительно, что балерине, обладающей таким ярким сочетанием профессиональных качеств, довелось стать первой исполнительницей главных партий во многих постановках балетов Андрея Борисовича Петрова. В частности, Жанна Богородицкая является первой исполнительница партий: Адрастея («Зевс»), Жозефина («Наполеон Бонапарт») (1995), Екатерина Десницкая «Катя и принц Сиама» (2003) в балетах А. Б. Петрова.
Проявлению многогранности артистического дарования балерины способствовала её совместная работа в парах с такими известными солистами балета, как народный артист России Валерий Анисимов, народный артист России Вадим Тедеев, народный артист России Валерий Лантратов, заслуженный артист России Айдар Шайдуллин, заслуженный артист России и Белоруссии Олег Корзенков.
В 1997 году награждена почетной медалью «В память 850-летия Москвы». За заслуги в области искусства в 1999 году Богородицкой Жанне Владимировне — артистке балета театра
«Кремлёвский балет» Государственного Кремлёвского Дворца, город Москва, присвоено почетное звание «Заслуженный артист Российской Федерации».
Жанна Богородицкая активно участвует в гастролях театра по России и за рубежом. Балерине неоднократно рукоплескали на сценах Перми, Челябинска, Уфы, в Китае, Таиланде, Казахстане, Италии, Израиле, Узбекистане.
Со своим мужем Айдаром Шайдуллиным, также солистом Кремлёвского балета, балерина познакомилась здесь же, в театре. Их успешный творческий союз на сцене органично продолжился и в личной жизни. Вызывает невольное удивление и уважение, что активная профессиональная жизнь балерины не помешала Жанне Богородицкой успешно родить и воспитывать двоих детей: сына Алексея (1991 г.) и дочь Элеонору (2007 г.).
Не прерывая творческой карьеры, Богородицкая дополнительно к уже имеющемуся диплому хореографического училища получила ещё и высшее профессиональное образование в Московском хореографическом институте по классу известного педагога, ныне проректора Московской государственной академии хореографии по науке, профессора Л. А. Коленченко и профессора Г. К. Кузнецовой, получив в 2004 году диплом о высшем профессиональном образовании по специальности «педагог-хореограф». Дополнительное обучение в Московской государственной академии хореографии позволило приобрести балерине обширные знания в области методики преподавания и постановки классического танца.
После перенесённой серьёзной травмы и тяжелой операции с 2010 года Жанна Богородицкая работает в театре Кремлёвский балет в качестве педагога-репетитора, передавая по эстафете молодым балеринам знания и мастерство, полученные самой Жанной от великой представительницы российского балета Екатерины Максимовой. В 2011 году уже в качестве репетитора «Шопенианы» Жанна Богородицкая принимала участие в третьем сезоне «Русских сезонов XXI век» в Париже. Среди её учениц — ведущие солистки театра Кремлёвский балет: Алиса Асланова, Саори Коикэ, Ксения Хабинец, Джой Уомакс и др..
В 2016 стала лауреатом приза журнала «Балет» «Душа танца» в номинации «Учитель» за работу в качестве педагога-репетитора театра «Кремлёвский балет» (Москва).
Помимо работы в Кремлёвском балете, Жанна активно принимает участие в постановках других театров не только как педагог, но и как хореограф. В 2016 помогала Андрею Петрову ставить его спектакль «Эсмеральда» Цезаря Пуни и Риккардо Дриго на сцене театра им. Джалиля (ведь Жанна была первой исполнительницей партии Эсмеральды), который в 2017 году был показан на ХХХ Нуриевском фестивале. В 2016 году была ассистентом хореографа-постановщика в постановке Андрея Петрова «Руслан и Людмила» на сцене Воронежского государственного театра оперы и балета. В 2017 году участвовала в качестве ассистента хореографа-постановщика в премьерной постановке Андрея Петрова «Аленький цветочек» на сцене Башкирского государственного театра оперы и балета.

## Сценография
- Людмила, Наина «Руслан и Людмила»
- Мари, Персидская Кукла «Щелкунчик»
- Китри, Мерседес «Дон Кихот»
- Жозефина «Наполеон Бонапарт»
- Адрастея, Афродита «Зевс»
- Одетта-Одиллиия «Лебединое озеро»
- Мария «Привал кавалерии»
- Сванильда «Коппелия»
- Екатерина Десницкая «Катя и принц Сиама»
- Золушка, Фея-Нищенка, Лето, Зима «Золушка»
- Жизель «Жизель»
- Аврора, Фея Сирени «Спящая красавица»
- Эсмеральда «Эсмеральда»
- Никия «Баядерка»
- партии «Сильфида»
- партии «Шопениана»
- партии «Снегурочка»
- партии «Ромео и Джульетта»
- партии «Лебединая песня»
- партии «Корсар»

## Фотогалерея

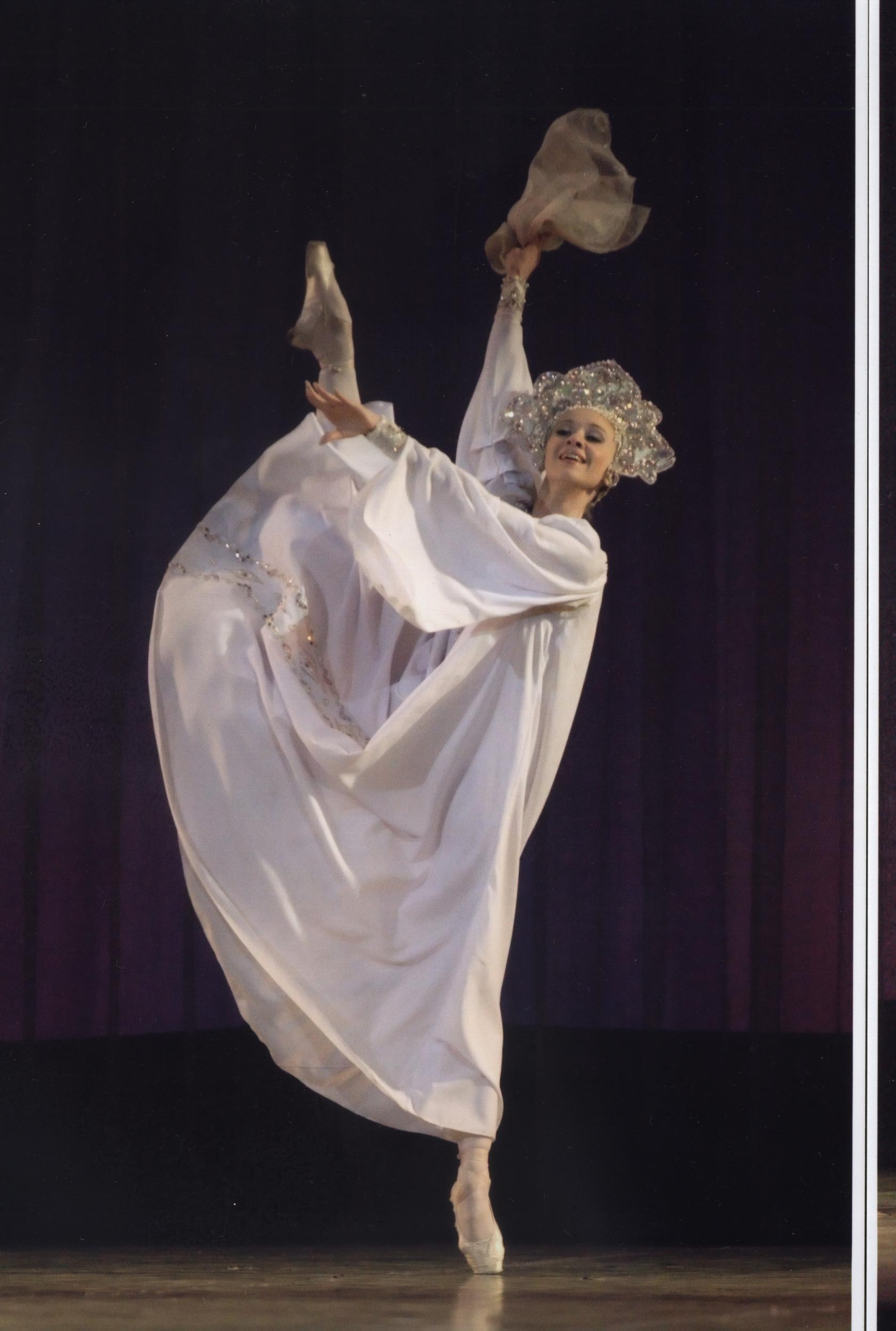
«Русская», постановка В. Васильева — Ж. Богородицкая
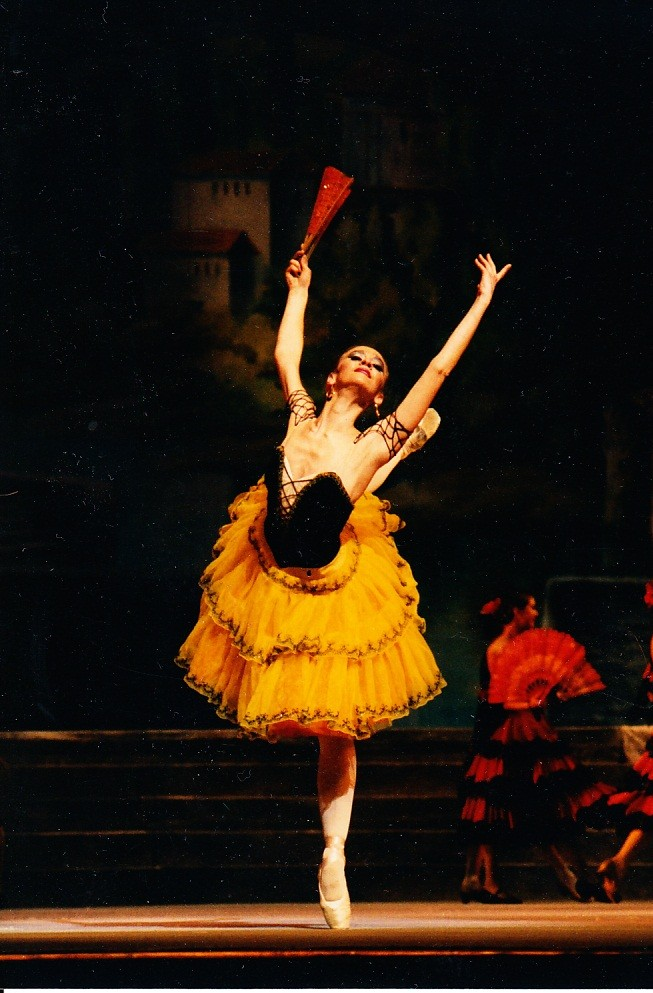
«Дон Кихот», Китри — Ж. Богородицкая
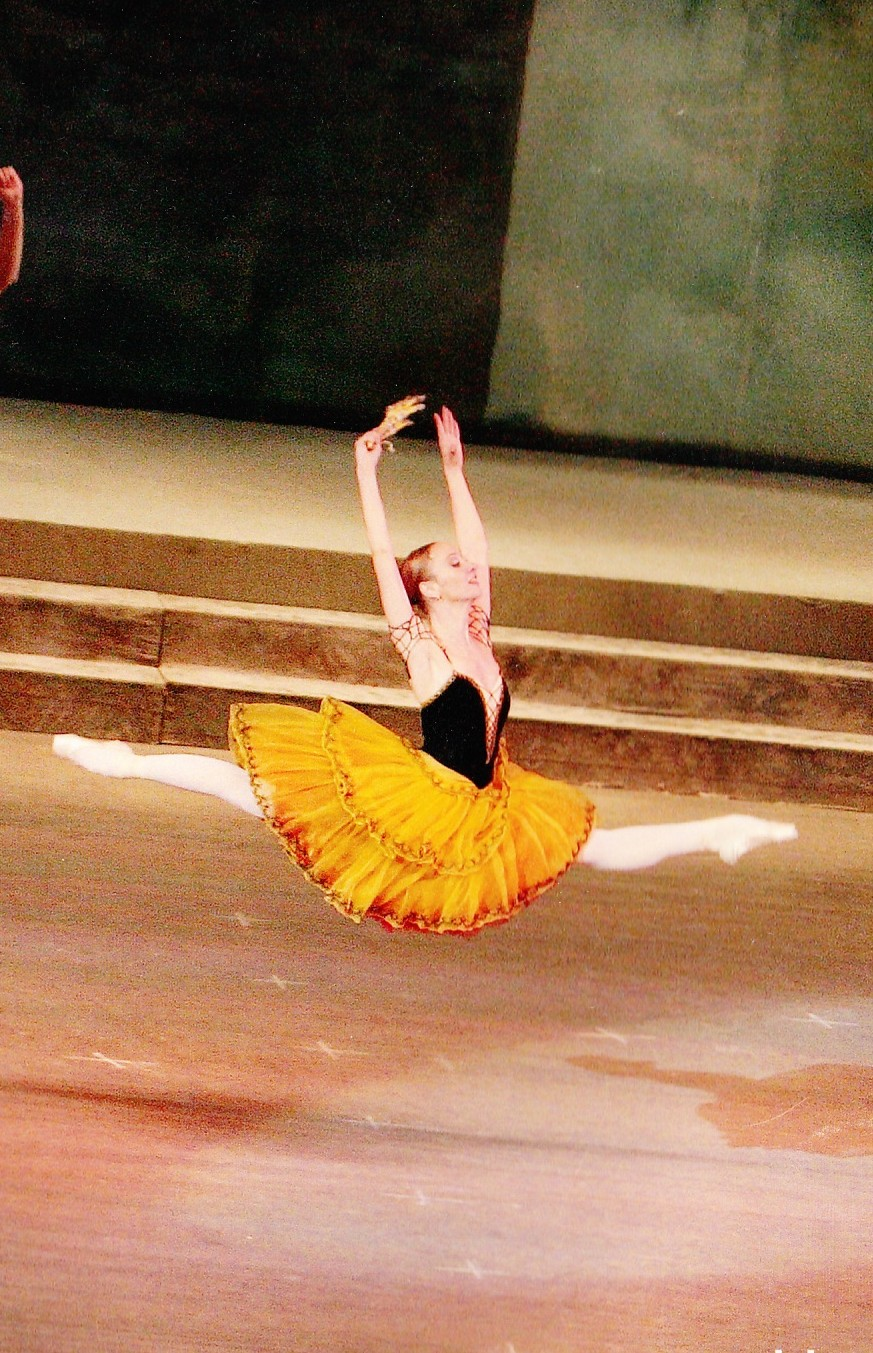
«Дон Кихот», Китри — Ж. Богородицкая
«Эсмеральда», Эсмеральда — Ж. Богородицкая
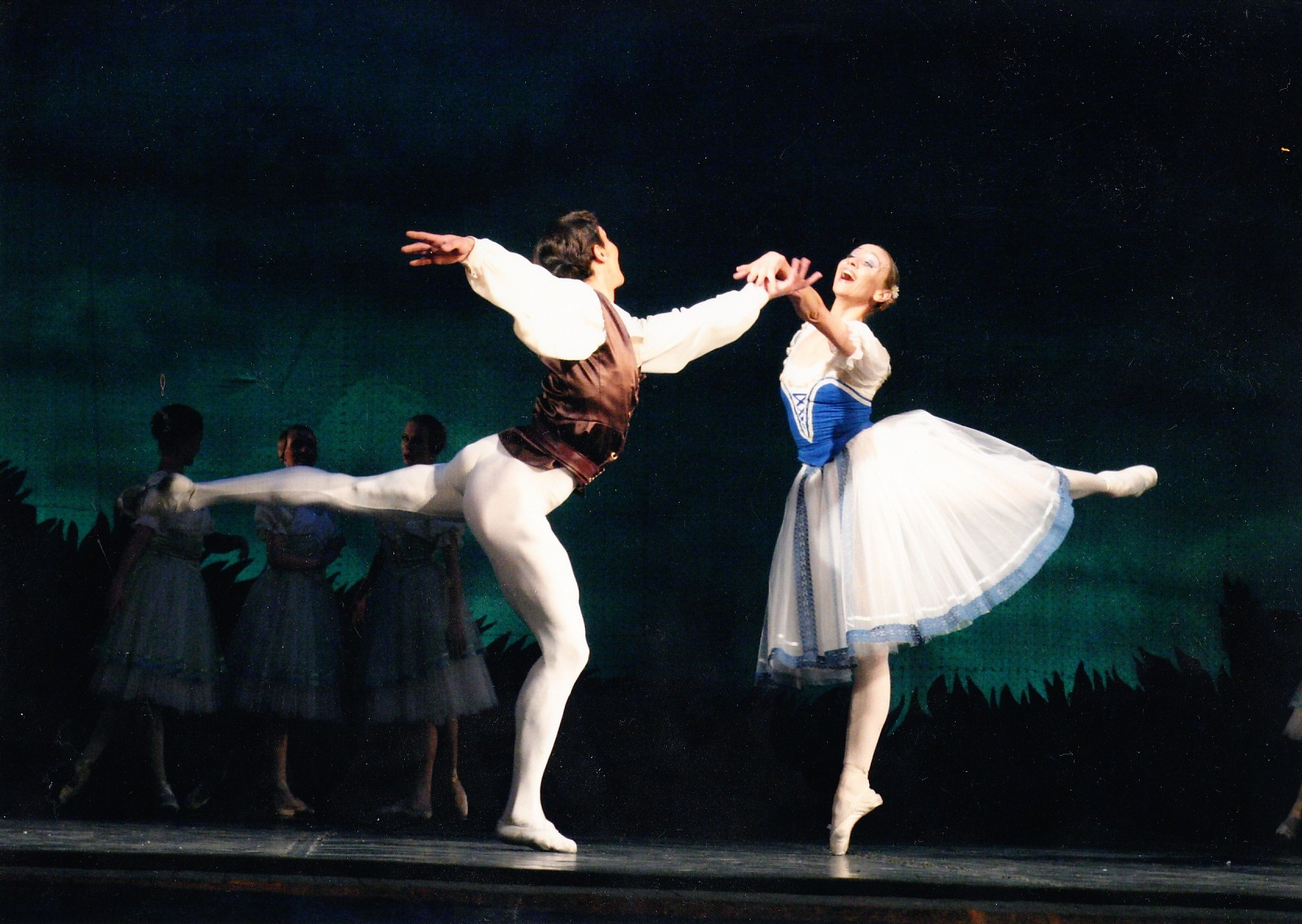
«Жизель», Жизель — Ж. Богородицкая, Граф Альберт — А. Шайдуллин